# Деветнаеста бирчанска бригада НОВЈ
Деветнаеста бирчанска народноослободилачка бригада формирана је 24. октобра 1943. године од Бирчанског НОП одреда у саставу 27. источнобосанске дивизије НОВЈ. Приликом формирања имала је три батаљона са око 700 бораца.

## Борбени пут бригаде
Дејствовала је у источној Босни, углавном на подручју Бирча, Романије и Гласинца; 29. децембра заузела је Власеницу, од 17. до 20. јануара 1944. учествовала у неуспелом нападу НОВЈ на Тузлу, а затим све до септембра 1944. водила борбе са немачким, усташко-домобранским и четничким снагама дуж комуникација Соколац-Рогатица-Вишеград, Соколац-Власеница-Зворник и у долини Спрече. У саставу 27. дивизије Трећег корпуса НОВЈ учествовала је у ослобођењу Тузле, 23. октобра ослободила је Кладањ, 29. октобра водила оштре борбе против 1. усташког посадног здруга наположајима Црвене Стијене на Романији, а потом до краја 1944. била ангажована у тешким борбама са немачким снагама дуж комуникација Соколац-Вишеград-Рогатица и Соколац-Власеница-Зворник. У току 1945. године наставила је дејства на подручју Бирча. Посебно се истакла у тродневним борбама средином јануара у рејону Краљевог поља код Хан Пијеска. У борбама за ослобођење Сарајева дејствовала је на правцу Бијела Вода-Хреша-Сарајево, а потом учествовала у потери за непријатељским снагама од Сарајева према Добоју. Током априла и маја 1945, уништавала је четничке и усташке групе на подручју Озрена и Требаве. Посебном жестином биле су обележене битке са усташким групацијама у рејону Оџак, Поточани, Влашка Мала, које су завршене тек 24. маја 1945. године.